# Паринье-ле-Полен
Паринье-ле-Полен — коммуна во Франции, расположенная в департаменте Сарта региона Земли Луары. Расстояние до Парижа — около 200 км в юго-западном направлении, до Нанта — 145 км на северо-восток и 20 км к югу от Ле Мана.

## Достопримечательности
- Замок Перре XVII—XVIII веков. Достроен в XIX веке архитектором Эрнестом Сансоном[фр.]. Сейчас в нём находится школа, институт Сен-Мишель де Перре.

## Известные жители
- Франсуа Фийон, государственный и политический деятель. Окончил школу Сен-Мишель.